# Underneath the Tree
«Underneath the Tree» es una canción navideña de la cantante Kelly Clarkson de su sexto álbum de estudio y primero navideño Wrapped In Red. Fue lanzado como el sencillo líder de éste el 5 de noviembre de 2013. Escrito por Clarkson, junto con Greg Kurstin, quien maneja su producción, es una canción con temas de Navidad que significa la gratitud por el compañerismo durante las vacaciones, en los que la persona amada se presente como el único regalo necesario "debajo del árbol".
El tema ha sido elogiado por los críticos de música, que la consideraron como el principal destaque del álbum y alababan su potencial para ser un clásico de Navidad. También ha sido comparada con el clásico navideño de 1994 "All I Want for Christmas Is You" de Mariah Carey. Tres semanas después de su lanzamiento, la canción encabezó la lista Billboard Adult Contemporary y alcanzó la primera posición en el Billboard Holiday 100. También alcanzó una posición respetable en el Billboard Hot 100 en el #11 y se convirtió en la canción principal de Navidad en el Top 40 en Canadá, Países Bajos, Corea del Sur y el Reino Unido.

## Listado de canciones
- Descarga digital • Disco promocional

| N.º | Título                | Duración |  |
| 1.  | «Underneath The Tree» | 3:50     |  |

- Underneath The Tree - The Remixes

| N.º | Título                                                             | Duración |  |
| 1.  | «Underneath The Tree» (Cutmore Christmas Sleigh Ride Radio Mix)    | 3:56     |  |
| 2.  | «Underneath The Tree» (Morlando Radio Mix)                         | 3:47     |  |
| 3.  | «Underneath The Tree» (Cutmore Christmas Sleigh Ride Extended Mix) | 6:24     |  |
| 4.  | «Underneath The Tree» (Morlando Remix)                             | 5:41     |  |